# 日本武尊 (电影)
『日本武尊』（中文譯名：太阳武神）是1994年7月9日上映的日本電影。以日本神話的人物日本武尊為原型拍攝的特攝電影。

## 概要
本作是與在TBS頻道播放的電視動畫『日本武尊'』以及小學館『快樂快樂月刊』上連載的漫畫『日本武尊 (三村渉・たかや健二的漫畫)』等作品連動的跨媒體企劃作品。本作被設定為「超時空SF冒險」作品，並且是根據日本神話以及獨特的幻想要素製成的娛樂電影。
在美國，則將本作片名改為『Orochi, the Eight-Headed Dragon』

### 製作
受到作為賀歲電影而成為東寶賣座作品的「平成哥吉拉系列」的影響，讓公司想要推出有別於哥吉拉系列的特攝作品並且讓其可以在夏季電影中系列化。這個企劃從1991年啟動，1992年7月完成討論。當初的企劃是想要讓其成為1959年電影『日本誕生』的現代版。
本作品的製作人富山省吾描述稱有考量到要將當時流行的電子角色扮演遊戲中，以劍和魔法擊退惡龍的故事改編成真人版，以及要活用日本電影最盛時期的昭和30年代作品要素改編為現代的娛樂電影等2個想法，而要將其予以實踐，並且目標是要拍成宛如好萊塢電影般老少咸宜的作品。另外關於跨媒體作品的發展，因為考慮到要單靠一部電影就成功創造出受歡迎的英雄太過困難，各作品的故事也無法放入到電影中，於是要藉此企圖擴大角色的形象。
負責編劇的三村涉意圖要讓人再認識到日本神話的宏偉以及發掘出其內含奇幻性的趣味，但在調查『古事記』等資料後，暫時除去那些想法並且要進行大膽性的故事編排。第1稿中雖然強調神話的要素，但因為導演大河原孝夫的希望而朝向重視動作的方向，決定稿中則削除掉日本武尊東征的劇情。
啟用出川淳子擔任當時在日本相當珍貴的專屬服裝設計師，除了統一所屬的配色形象外，對於服裝還強調其角色性。另外出川以古事記時代的資料太少無法基於史實進行考證，因此還加入了日本以外的民族服裝要素。
當初本作構想是要發展成3部曲，第2作中還預計要讓在已經取消的『哥吉拉的復活』『モスラVSバガン』等企劃作品中登場的怪物帕甘與日本武尊進行戰鬥。雖然趁著當時兒童向特攝電影的熱潮，留下觀眾數 170萬人，收益8億圓，做為當時的日本電影而穩步上揚的票房成績，但因為這個數字遠遠不及當時人氣高超的平成哥吉拉系列，導致本作以後就不再製作續集 。但包含本作在內，『日本武尊』的跨媒體作品發展方式卻大大影響之後的電影以及動畫

### 特攝
不僅是特攝班，就連本編班也使用數位合成，並且還採用像是在變身場景中的影像變形以及消滅場景中化成粒子的粒子系統等當時最新的電腦圖學（CG）技術。
八岐大蛇的造形全長10公尺・總重量500公斤，加上2名皮套演員。操作上需要將近20人而成為東寶特攝電影史上最大的造形物。其總製作費3千萬圓、製作期間需要3個月。所以最後八岐大蛇從地下出現的場景中，就需要使用堆高機將它舉起來。
至於海神登場的場景中則是使用深1.2公尺的泳池並注入8噸的水，讓沉沒在水中的神殿模型可以浮上水面。

## 故事大綱
大和王國誕生了一對雙胞胎王子大碓皇子和小碓，但因為八岐大蛇之牙，魔法師月輪告知警告稱雙胞胎乃不祥之兆，於是弟弟小碓因此被月輪拋諸深谷。但突然有天之白禽搭救，並將小碓交給父親即大王景行天皇的妹妹倭姬命一手養育成人。某日，小碓在不可思議的洞窟中迷路，並且在聽到「你最終將獲得三道光芒」的神秘聲音後，同時得到一個綠色的勾玉。之後，小碓被允許來到日代宮，但卻遭人陷害而被誣陷是殺害母親播磨稻日大郎姬以及哥哥大碓皇子的兇手，並且被課以討伐熊襲的任務。小碓與師傅青龍還有玄武一起出發。途中遇到巫女弟橘媛被熊襲武尊囚禁，於是假扮成舞女的小碓在激戰最後擊敗熊襲。接著與襲擊被作為祭品的弟橘的熊襲神展開對決，並且以秘藏的能力擊敗他而獲得白禽之鏡。成功討伐熊襲而回來的小碓，又被倭姫下令去封印天叢雲劍，在那裡出現了化身為其母親的月輪以及海神慕巴，讓小碓以及弟橘因為不敵而死。在小時候迷路的洞窟中甦醒過來的小碓擊敗自稱為牛頭天王的素戔嗚尊並獲得蛇韓鋤劍，然後他將弟橘復活並且要共同挑戰月讀也就是八岐大蛇。
這時候，因為一顆撞擊到月球的冰塊而復活的月讀從月輪那裡取得天叢雲劍而完全復活，然後還造成地球發生日食的天地異變。在月球建築宮殿企圖稱霸這個世界的月讀與搭乘天之白禽前來的小碓還有弟橘展開對決。雙方各自以眼睛發射的光線以及劍術互相纏鬥，最後被逼到絕境的月讀變身為八岐大蛇，並讓小碓以及弟橘因此陷入苦戰。這時候，小碓身上發生了奇蹟並讓他因此變身成太陽武神進行反擊。戰鬥的最後，八岐大蛇終於被擊敗，小碓也用勾玉封印住月讀，並與弟橘一起回到大和王國。

## 登場人物
小碓 / 日本武尊
演 -高嶋政宏
本作主角。大和王國國王景行天皇的二子。小時候從他意外撿到一枚勾玉以來，就擁有能夠在危險逼近時從眼睛發射紅色光線的能力。雖然小碓一開始恐懼這樣的能力，但在與熊襲神的戰鬥中，最後終能夠根據自己的意志自進行控制。日本武尊之名，則是在戰鬥中受到熊襲神認可其強大而贈與給他。這是創造神 伊奘諾尊為了打倒月讀而送到這個世上的勇者。
- 旅行時的服裝並沒有身穿任何甲冑而強調他本人自身的強大。另外他在宮中的服裝則以黃綠色作為形象顏色，這一點與素戔嗚尊的形象顏色是作為自然象徵的綠色有一樣的共通點。

弟橘媛（弟橘）
演 -澤口靖子
本作女主角。原來是橘神社的巫女。與小碓同日同時出生，是天照大神的化身，身穿與天照大神相關的緋紅色戰袍。在討伐熊襲神的途中遇到小碓。手拿兩把短刀，並能夠組合起來當作迴力鏢投擲，還能夠使出藉由手印而從手中發射火球的妖術。
- 服裝以橘柑為形象而採用橘色。

月之輪
演 -麿赤兒
大和國的咒術師。真面目則是在過去的戰鬥中被折斷的八歧大蛇之牙。為了復活月讀而暗中活躍著並且不斷與日本武尊展開爭奪作為月讀力量來源的天叢雲劍的戰鬥。擁有變身的能力。
大碓皇子
演 -大岡旭
小碓的哥哥。由於母親播磨稻日大郎姬死時拿著小碓的勾玉而誤會他並因此襲擊小碓、但卻在行刺時被小碓從眼中發射的光線弄暈，然後被月輪趁隙殺害，導致小碓被誣陷是殺害兄長的兇手。
- 設定圖中，有描寫大碓皇子成為機關人偶與小碓戰鬥的畫面。

熊襲建
演 -藤岡弘
抵抗大和國的熊襲國首領。侍奉熊襲神，並且還將年輕女人作為祭品獻給神明。雖然是反派但人品高潔，對於單獨潛入到其宮殿的小碓相當中意，於是賜給他「日本武尊」的稱號。
- 服裝設計強調狂野的一面，並以火紅色以及土黃色作為其印象色。

素戔嗚尊
演 -目黑祐樹
將勾玉賜給迷失於黃泉之國的小碓的戰神。曾經與天照大神一起封印月讀（八岐大蛇）。身穿盔甲並以牛頭天王之姿出現，然後以他的力量復活弟橘。
倭姬命 （倭姬）
演 -宮本信子
負責在伊勢神宮祭祀天照大神的齋王，他是景行天皇的妹妹。負責照顧被景行天皇疏遠的小碓。擁有預知能力，比任何人都更早一步察覺到月讀即將再臨的事情。
月讀
演 -阿部寛
夜間的黑暗之神。能從眼睛發射光線，並且還能夠變身成八歧大蛇。曾與天照大神以及素戔嗚尊決鬥而落敗並遭到神逐的處罰而被封入在漂浮於宇宙空間的冰塊中。在他取回力量後讓冰塊撞擊到月球表面而復活，並在月球上建立起巨大的宮殿。擁有能夠造成日蝕等天地異象的能力。
青龍
演 -石橋雅史
小碓的武術師傅。能夠以神代文字使用妖術。
玄武
演 -ベンガル
小碓的武術師傅。劍術高手。
播磨稻日大郎姬
演 -杜けあき
大和國的王妃。小碓和大碓的母親。一直支持著小碓，但卻因為月之輪的咒術而被他所殺。
- 服裝則是以橘柑花的顏色作為其印象色。

景行天皇
演 -篠田三郎
大和國的大王。住在日代宮。雖然因為月之輪的讒言而對小碓下達殘酷的命令，但對於小碓絕沒有失去身為父親的父愛。
偉橘
演 -秋篠美帆
弟橘媛的姐姐。擔心要遠行的弟橘並親自替他送行。

## 登場物品
蛇韓鋤劍(天羽羽斬)
素戔嗚尊交給日本武尊用來打倒八岐大蛇的劍。「三道光芒」之一。
水晶勾玉
素戔嗚尊交給小時候的小碓作為護身用的勾玉。能夠引導出武尊的力量。與粒子化的弟橘合體後就會成為三道光芒的最後一道光「和魂」。
白禽之鏡
熊襲神所持並與天照大神有關的鏡子。「三道光芒」之一。
迴力鏢劍
弟橘的武器。將兩把短劍接在一起就能當作迴力鏢般投擲攻擊。
月神鏡
月輪的道具。能夠用來使出妖術或是與月讀聯絡。
天叢雲劍 
月讀的劍，當他取得時也能復活為完全體。

## 工作人員
- 製作：富山省吾
- 導演：大河原孝夫
- 特技監督：川北紘一
- 劇本：三村渉
- 攝影：関口芳則
- 照明：望月英樹
- 美術：小川富美夫
- 錄音：池田昇
- 編輯：小川信夫
- 助理導演：三好邦夫
- 製作負責：森知貴秀
- 音樂：荻野清子
- 主題歌：GLAY「RAIN」
  - 主題歌製作人：YOSHIKI
- 原聲帶：寶麗多唱片
- 場記：石山久美子
- 服裝：出川淳子
- 音響効果：佐佐木英世（東洋音響）
- 殺陣：金田治
- 電影特技：岡元次郎、清家利一、大藤直樹（日本動作娛樂公司）
- 製作方：金澤清美、櫻井武晴

〈特殊技術〉
- 攝影：江口憲一
- 美術：大澤哲三
- 照明：大澤暉男
- 操演：鈴木豊
- 特殊効果：渡邊忠昭
- 造型：小林知己、モンスターズ（海神ムーバ）[21]、開米プロ（天之白禽〈實體大小〉）[21]
- 助理導演：鈴木健二

- 企画協助：山田洋行、旭通信社
- 協力贊助：西友、阿蘇王子飯店
- 製作協力：東宝映像美術
- 製作：東寶電影
- 發行：東寶股份有限公司

## 主題曲
RAIN
演唱：GLAY / 作詞：YOSHIKI / 作曲：YOSHIKI、TAKURO / 編曲:YOSHIKI
在動畫版『日本武尊』中作為片尾曲使用。

## 備注
1. 1 2 3 4
2. 1 2 3 4 5 6 7 8
3. 1 2
4. 1 2
5. 1 2 3
6. 1 2 3 4 5 6 7
7. ↑  監修：川北紘一. . . DENGEKI HOBBY BOOKS. ASCII Media Works. 2012-02-10: 144.
8. 1 2
9. ↑  , 勁文社: 365, 1997
10. 1 2 3 4 5
11. 1 2
12. 1 2 3 4
13. 1 2 3 4
14. 1 2 3 4 5
15. 1 2 3 4 5 6 7 8 9 10
16. 1 2 3
17. 1 2

## 外部連結
日本武尊 - 東宝WEB SITE （页面存档备份，存于）
- 日本武尊 - 日本电影数据库
- 日本武尊 - allcinema
- 日本武尊 - KINENOTE
- AllMovie上《Orochi, the Eight-Headed Dragon》的资料（英文）
- 互联网电影数据库（IMDb）上《Orochi, the Eight-Headed Dragon》的资料（英文）